# 22歳女性コッタヤム
『22歳女性コッタヤム』（22さいじょせいKottayam、英語：22 Female Kottayam、マラヤーラム語：22 ഫീമെയിൽ കോട്ടയം）は、2012年に製作されたインド映画。

## ストーリー
本作の主人公テッサ・K・アブラハムはベンガルールの看護学生。キャリアアップのため、カナダへの渡航を計画していた。
カナダ渡航へのビザ取得のため準備していたところ旅行代理店に勤めるシリル・C・マシューと出会う。2人は恋愛関係となるが、パブでテッサに対して手を出しだ男に対してシリルは報復として暴行をしてしまう。

## キャスト
役 - 	テッサ・K・アブラハム
演 - リマ・カリンガル
役 - 	シリル・C・マシュー
演 - ファハド・ファーシル
役 - 	ヘグデ
演 - プラタップ・ポーテン
役 - 	ティッサ・K. アブラハム
演 - リヤ・サイラ